# Agência Espacial Australiana
A Agência Espacial Australiana é uma agência sob o governo australiano responsável pelo desenvolvimento da indústria espacial comercial da Austrália, coordenando atividades domésticas, identificando oportunidades e facilitando o engajamento espacial internacional que inclui partes interessadas australianas.
Sua sede, inaugurada em fevereiro de 2020, está localizada no Lote Quatorze, em Adelaide, capital da Austrália do Sul. O Australian Space Discovery Centre, onde a tecnologia espacial é exibida e sessões de informação fornecidas ao público, está no local.

## Responsabilidades
A Agência tem seis responsabilidades principais:
1. Fornecer política nacional e aconselhamento estratégico sobre o setor espacial civil.
2. Coordenação das atividades do setor espacial civil doméstico da Austrália.
3. Apoiar o crescimento da indústria espacial da Austrália e o uso do espaço em toda a economia em geral.
4. Liderando o engajamento espacial civil internacional.
5. Administrar a legislação de atividades espaciais e cumprir nossas obrigações internacionais.
6. Inspirando a comunidade australiana e a próxima geração de empreendedores espaciais.

A Agência Espacial Australiana se diferencia de outros programas espaciais nacionais em seu foco declarado no desenvolvimento privado e em negócios, em vez de operações dirigidas pelo Estado (contrastando com a NASA e a Agência Espacial Europeia).